# Shanagarry
Shanagarry (irisch An Seangharraí, dt.: „der alte Garten“ oder „der alte Hof“) ist ein Ort im County Cork in Irland mit 700 Einwohnern (Stand 2022). Shanagarry liegt nahe einer Bucht der Keltischen See.

## Lage
Shanagarry liegt etwa 33 Kilometer ostsüdöstlich von Cork nahe der Ballycotton Bay. Beim Ort kreuzen sich die R629 nach Garryvoe und Castlemartyr und die R632 von Cloyne und Midleton kommend nach Ballycotton. 

## Geschichte
Im Ortskern liegt Shanagarry Castle (auch Penn Castle). Das Gebäude aus der Zeit um 1650 enthält Teile des Vorgängerbaus, einem Tower House, aus der Zeit um 1450. Um 1780 wurde Ballymaloe House errichtet. Das Gebäude wird heute als Hotel genutzt, daneben befindet sich in den Räumlichkeiten die Ballymaloe Cookery School, eine überregional bekannte Kochschule. 1820 wurde die katholische Saint Colman Mac Luna-Kirche am Shanagarry Castle errichtet. In dieser Zeit wurde auch Shanagarry House errichtet.

## Sehenswürdigkeiten
- Saint Colman Mac Luna Church

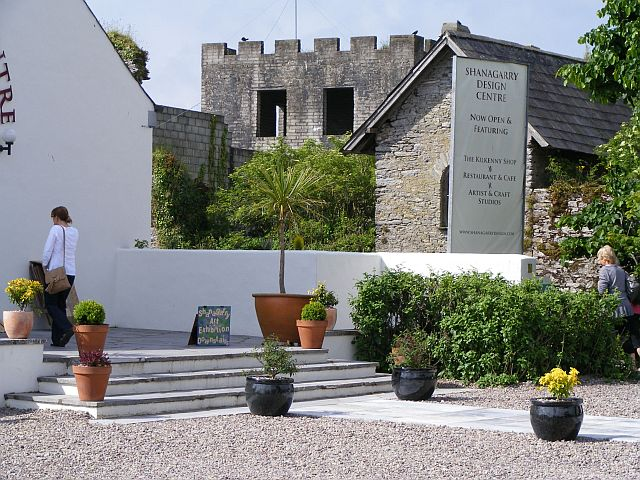
Shanagarry Castle
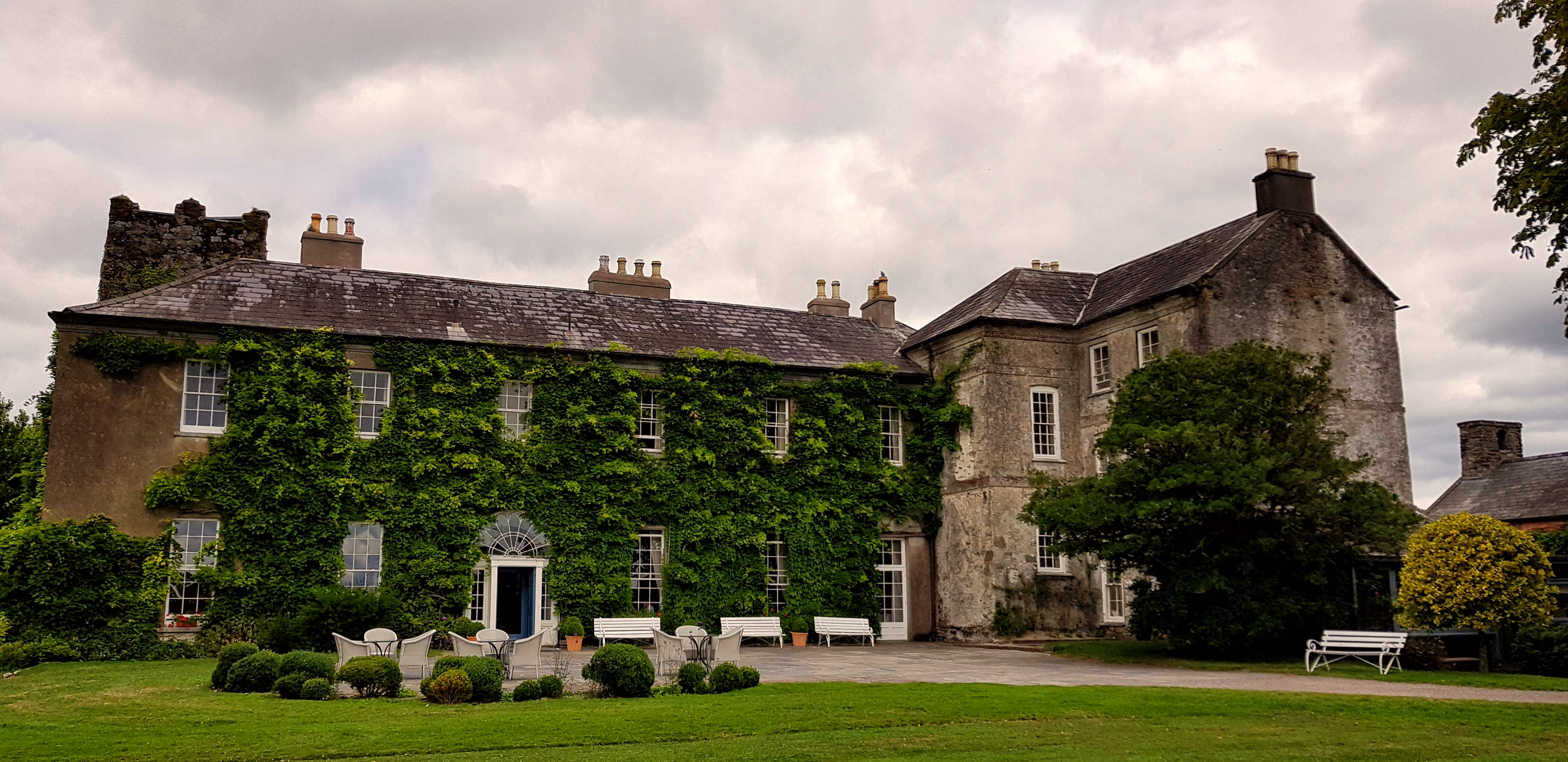
Ballymaloe House, heute Hotel
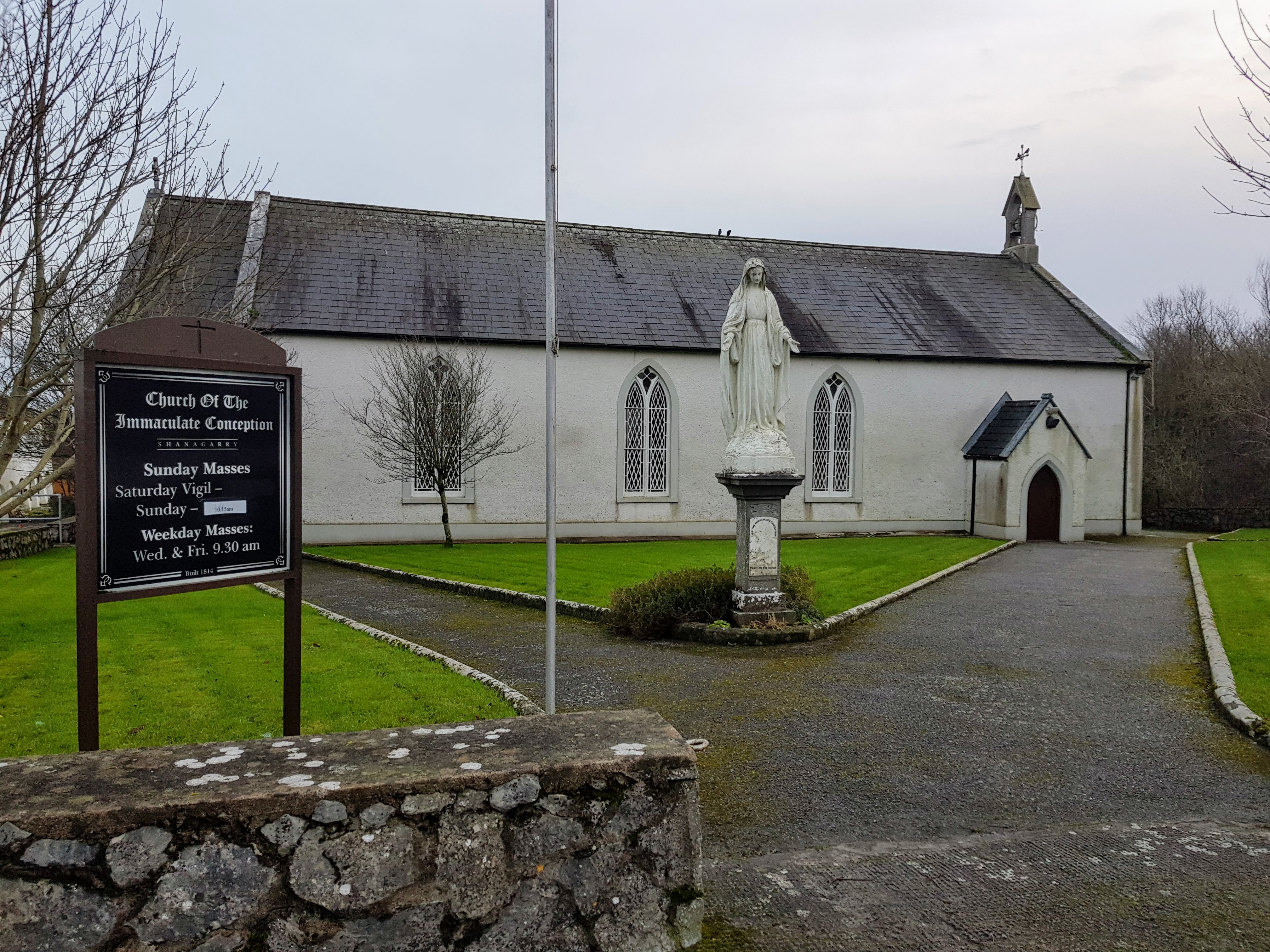
Saint Colman Mac Luna Church

- Shanagarry Castle
- Ballymaloe House
- Saint Colman Mac Luna Church

## Persönlichkeiten
- Myrtle Allen (1924–2018), Hotelierin und Köchin (Michelin-Stern), Eigentümerin von Ballymaloe House